# Salon Indien

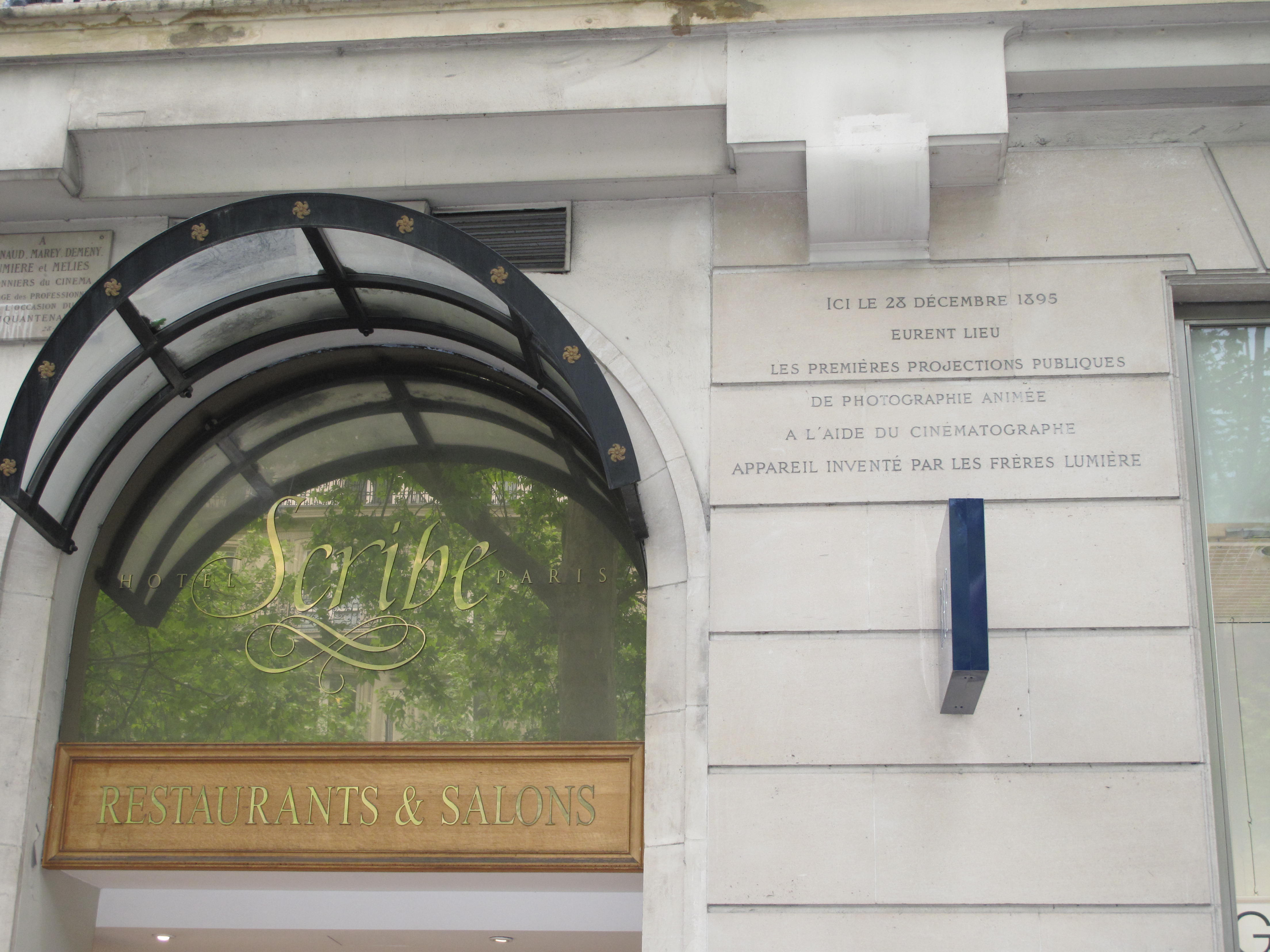

Salon Indien, den biljardsalong på Grand Café, Boulevard des Capucines 14, Paris, där bröderna Lumière för första gången visade film för en betalande publik den 28 december 1895. Bland de tio filmer som visades fanns bland annat Arbetarna lämnar Lumières fabrik i Lyon med. För närvarande står Hotell Scribé på samma plats.